# Nová Paka
Nová Paka (in tedesco Neupaka) è una città della Repubblica Ceca facente parte del distretto di Jičín, nella regione di Hradec Králové.